# Жіночий допоміжний військово-повітряний корпус
Жіночий допоміжний військово-повітряний корпус (англ. Women's Auxiliary Air Force) (WAAF) — жіночий допоміжний корпус Королівських військово-повітрнях сил Великої Британії під час Другої світової війни, створений у 1939 році. Максимальна чисельність корпусу у 1943 році перевищила 180 000 осіб, причому більше 2 тис. жінок набиралися за тиждень.

## Історія
З 1918 по 1920 рр. Існували жіночі королівські військово-повітрняні сили. WAAF було створено 28 червня 1939 року, шляхом поглинання сорока восьми компаній Допоміжної територіальної служби, що існувала з 1938 року. До 1941 корпус формувався лише волонтерами, згодом шляхом призову жінок віком від 20 до 30 років, і вони могли служити у допоміжних військових службах або виконувати фабричні роботи.
Жінкам, набраним у WAAF, було надано базове навчання на одному з п'яти місць, а з 1943 року весь базовий тренінг WAAF був розташований у Вілмслоу.
Використання жінок-пілотів у WAAF обмежувалося допоміжним повітряним транспортом (ATA), який був цивільним. Незважаючи на те, що жінки не брали участі в активних боях, вони піддавалися таким самим небезпекам, як і будь-хто на фронті, хто працював на військових об'єктах. Вони брали активну участь у пакуванні парашутів, крюінгу загороджувальних дирижаблів, кейтерингу , метеорологічних спостереженнях, обслуговуванні радарів, технічному обслуговуванні літаків, комунікаціях, включаючи телефонні та телеграфні операцію. Вони працювали з кодами та шифрами, аналізували розвідувальні фотографії та виконували розвідувальні операції. WAAFs були життєво присутністю в контролі повітряних суден, як в радіолокаційних станціях і іконічним, як змовники в операційних залах, особливо під час Битви за Британію . Ці операційні зали спрямовували винищувачі проти Люфтваффе, відображаючи позиції літаків і літаків ворога.
Наприкінці Другої світової війни кількість жінок, які служили у WAAF, скоротилася внаслідок демобілізації. Решта, кілька сотень найкращих пілотів, 1 лютого 1949 року були перейменовані у Жіночі королівські військово-повітряні сили.

## Військові звання
Спочатку WAAF використовувала систему звань Жіночого допоміжного територіального корпусу, хоча очільник мав звання «Старшого контролера» (еквівалент бригадира британської армії, Air Commodore в RAF) замість «головного контролера» (еквівалент генерал-майора, Віце-маршала ВПС). Однак у грудні 1939 року назва змінилася на команданта ВПС, коли військові звання були перейменовані та реорганізовані, інші звання тепер були однакові з особовим складом Жіночого допоміжного територіального корпусу, але офіцери продовжували мати окрему систему звань.

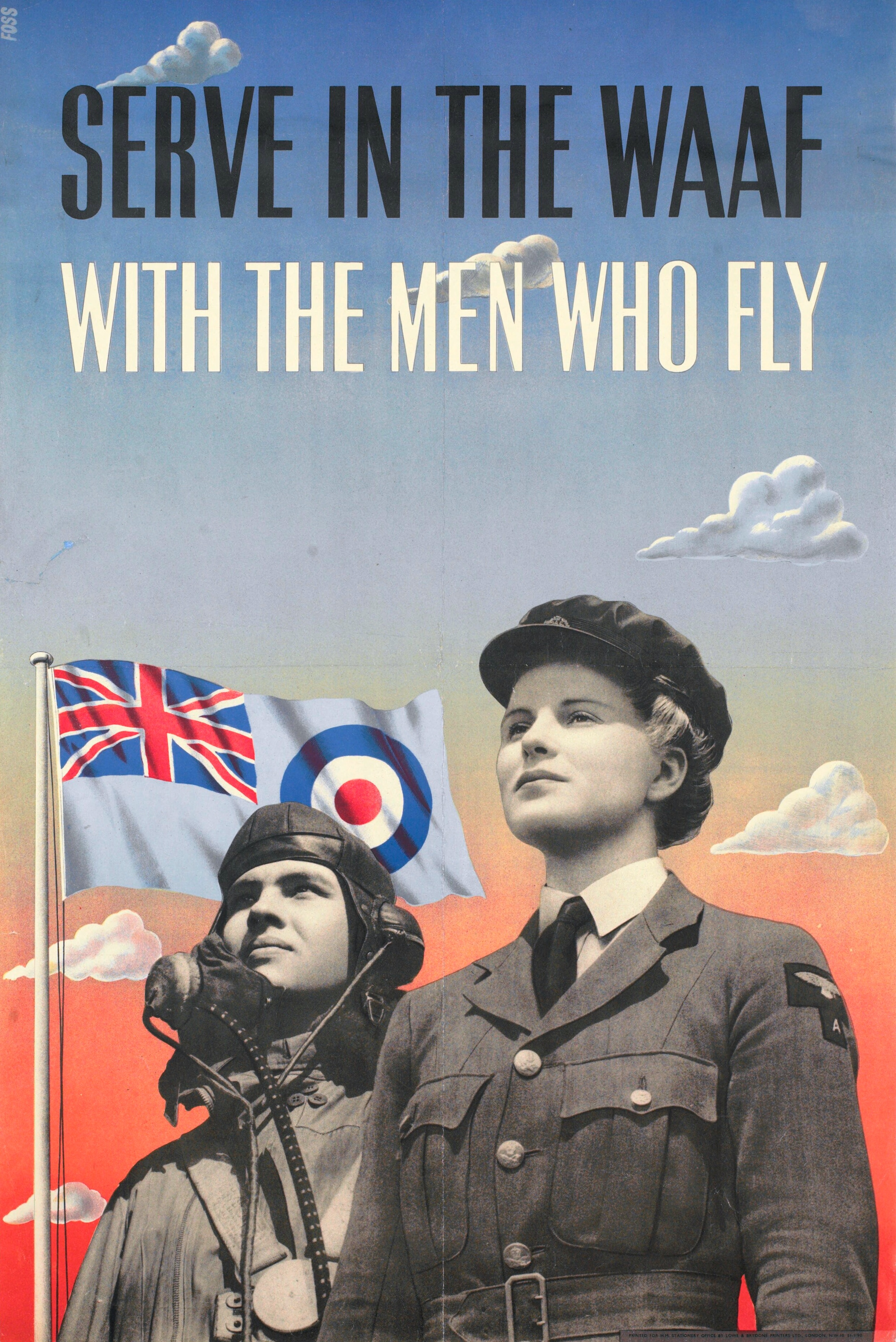
Плакат набору персоналу WAAF

| WAAF до січня 1940 року | WAAF після січня 1940 року      | Еквіваленти RAF                |
| Aircraftwoman 2-го класу (ACW2) | Aircraftwoman 2-го класу (ACW2) | Aircraftman 2-го класу (AC2)   |
| Aircraftwoman 1-го класу (ACW1) | Aircraftwoman 1-го класу (ACW1) | Aircraftman 1-го класу (AC1)   |
| н | Провідна Aircraftwoman (LACW)   | Провідний Aircraftman (LAC)    |
| Помічник керівника відділу | Капрал                          | Капрал                         |
| Керівник розділу | Сержант                         | Сержант                        |
| Старший керівник відділу | Сержант 1                       | Сержант                        |
| н | Ворент-офіцер 2                 | Ворент-офіцер                  |
| Помічник компанії | Помічник співробітника відділу  | Пайлот-офіцер                  |
| Заступник командира компанії | Співробітник відділу            | Флаїнг-офіцер                  |
| Командир компанії | Співробітник польоту            | Флайт-лейтенант                |
| Старший комендант | Офіцер ескадрильї               | Сквадрон-лідер                 |
| Головний комендант | Співробітник крила              | Вінг-командер                  |
| Контролер | Офіцер групи                    | Груп-кептен                    |
| Старший контролер | Повітряний комендант            | Комодор повітряних сил         |
| н | Головний комендант повітря 3    | Віце-маршал повітряних сил     |
| н | н                               | Маршал повітряних сил          |
| н | н                               | Головний маршал повітряних сил |
| н | н                               | Маршал Королівських ВПС        |
| |                                 |                                |
| н / а — немає дозволеного рангу </br> 1 — також називається старший сержант </br> 2 — також називається до офіцера </br> 3 — створено 1943 р. З першим призначенням |                                 |                                |

## Керівники
1 липня 1939 року Джейн Трефусіс Форбс стала керівником WAAF, з чином старшого контролера, пізніше, команданта повітряних сил. 1 січня 1943 року вона була призначена на посаду головного коменданта повітряних сил. 4 жовтня 1943 року, вона була звільнена Принцесою Алісою, герцогинею Глостер, яка з 1939 року очолювала WAAF. Форбс пішла у відставку у серпні 1944 року, а посаду командувача отримала Мері Валш, яка була призначена головним командантом повітряних сил. Після війни ранг головного команданта повітряних сил був відмінений, і в грудні 1946 року був призначений останній керівник WAAF, Фелісіті Ханбері.
- Головний командант повітряних сил Дама Джейн Трефусіс Форбс, червень 1939 — 4 жовтня 1943 року
- Головний командант повітряних сил Принцеса Аліса, герцогиня Глостер , 4 жовтня 1943 — серпень 1944
- Головний командант повітряних сил Дама Мері Валш, серпень 1944 — листопад 1946 року
- Командант повітряних сил Дама Фелісіті Ханбері, грудень 1946 — січень 1949 року

Декілька членів WAAF служили в Управлінні спеціальних операцій під час Другої світової війни.

## Літаючі солов'ї
Санітарки WAAF, які прилетіли на транспортних літаках Королівських повітряних сил, щоб евакуювати поранених з полів битв у Нормандії, отримали в пресі назву «Літаючі солов'ї».
Підготовка до санітарної служби швидкої медичної допомоги включала навчання з використання кисню, ін'єкцій, а також навчання, як боротися з певними видами травм, таких як розбиті кістки, травми голови, опіки, операції колостомії.
У жовтні 2008 року семеро медсестер, які на той час були живі, отримали нагороди від герцогині Корнуолльської.

## Галерея

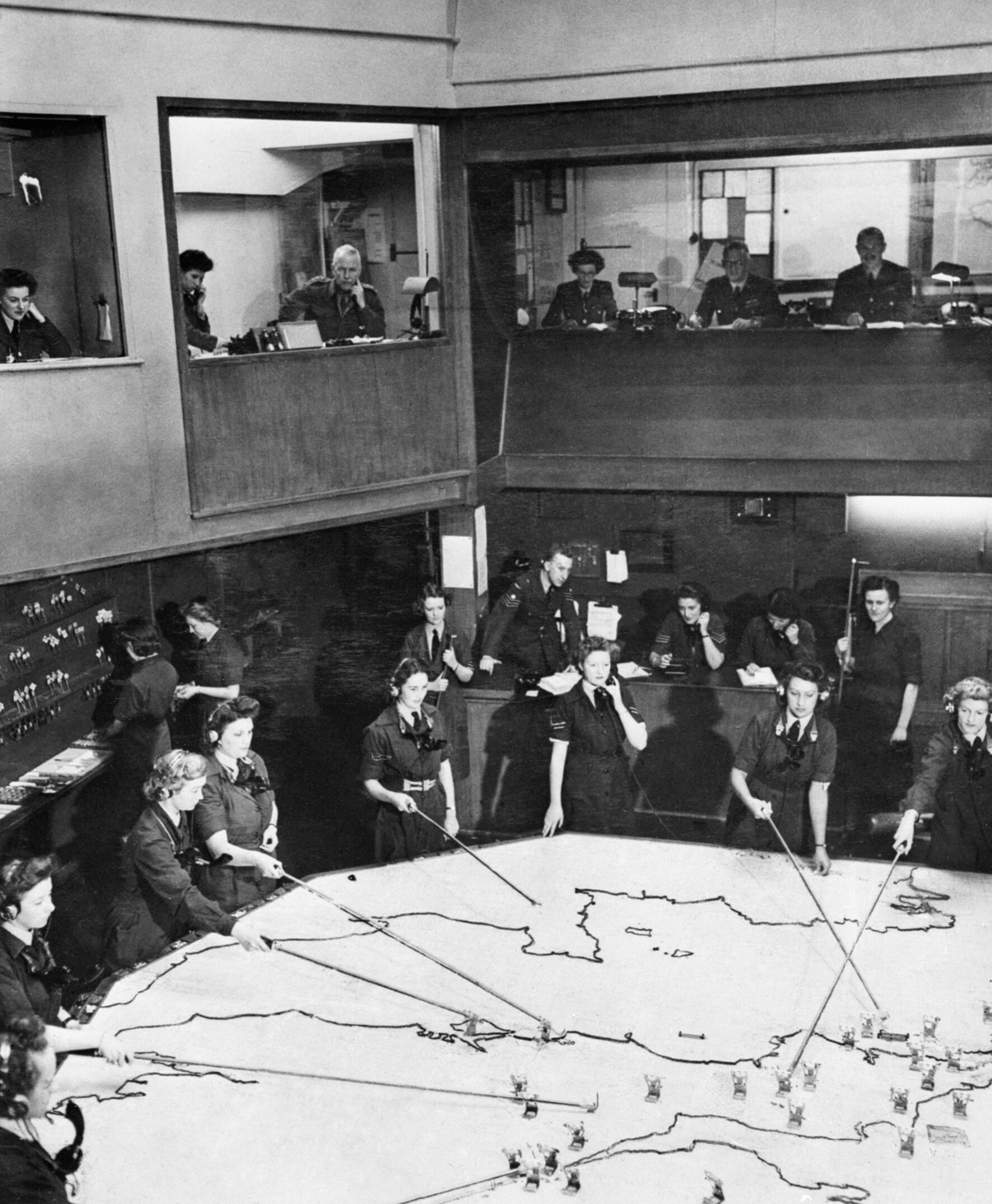
Експлуатаційне приміщення у RAF
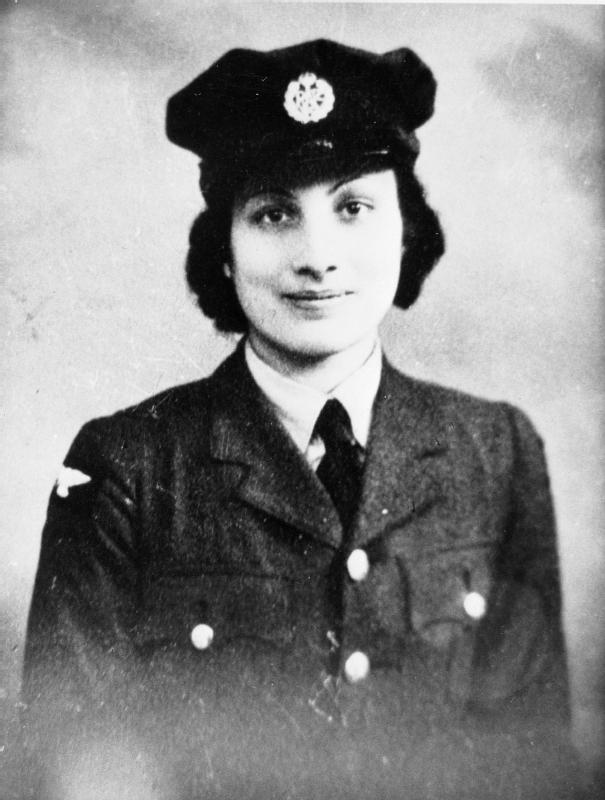
Нур Інайат Хан
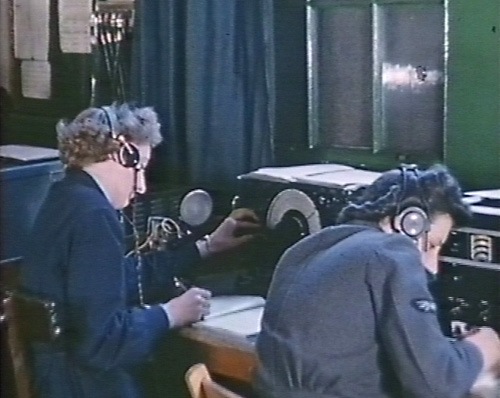
Оператори радіозв'язку WAAF
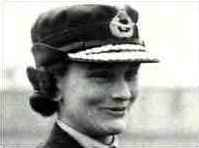
Командант WAAF Принцеса Аліса, герцогиня Глостер
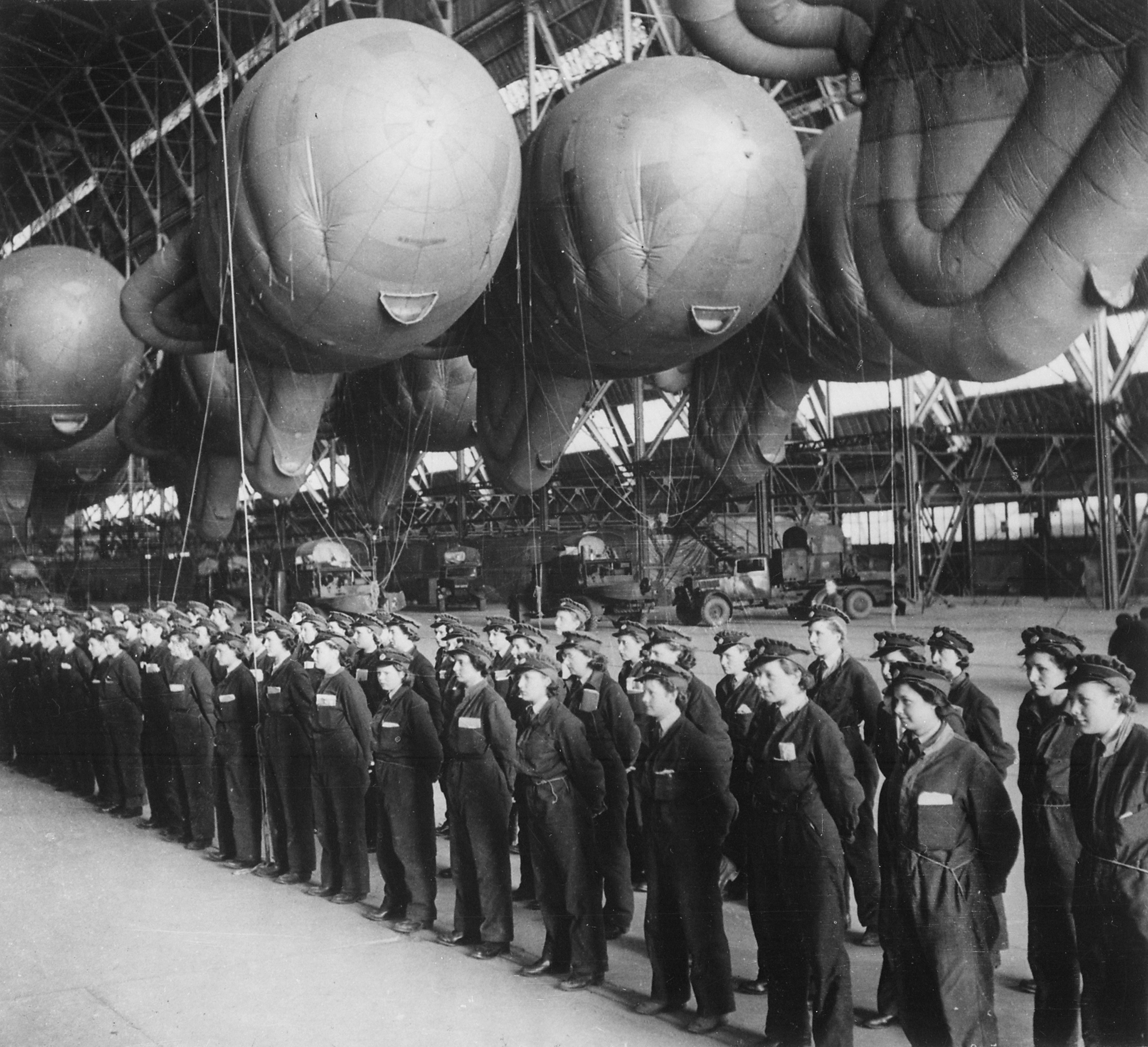
Екіпажі загороджувальних дирижаблів.
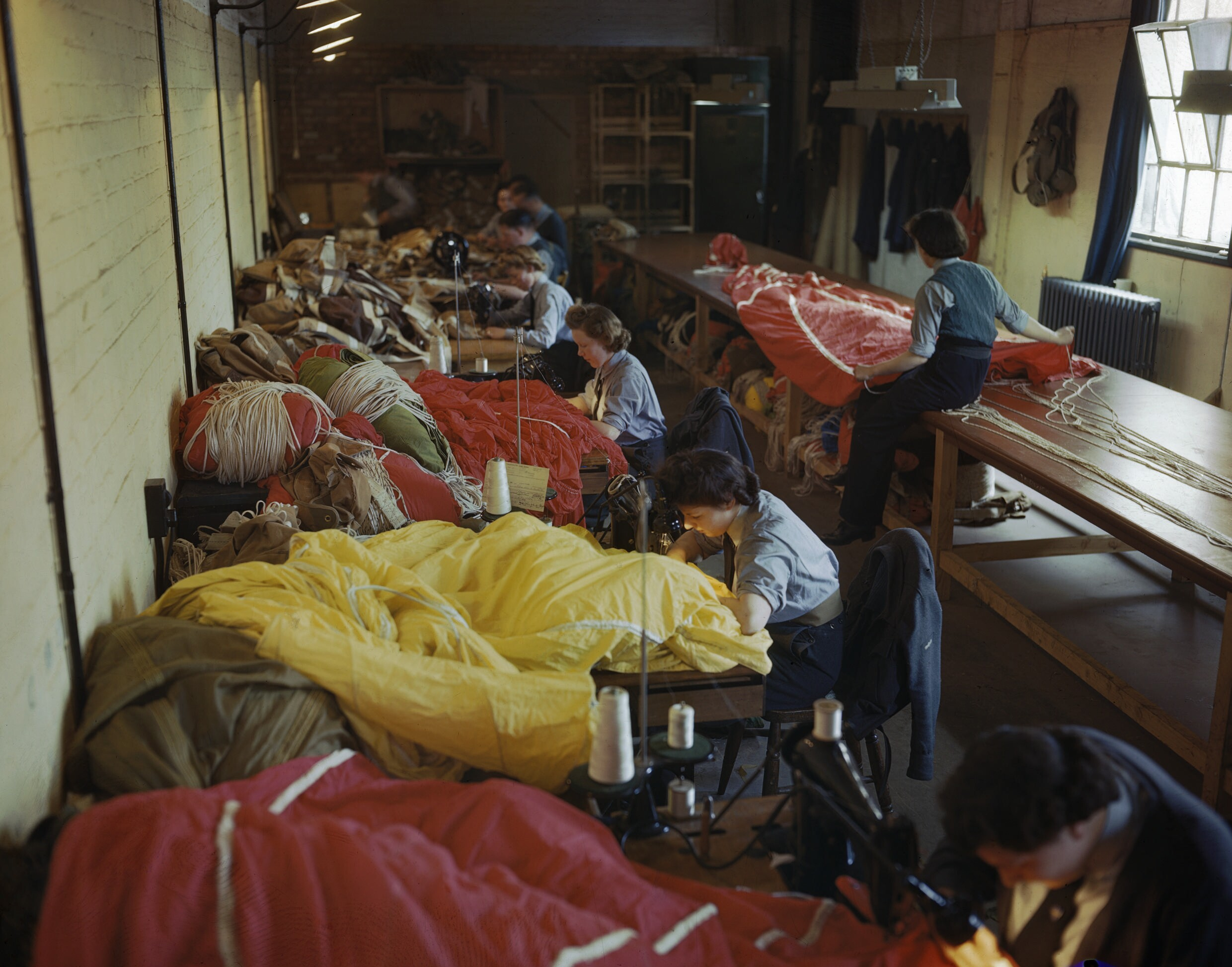
Члени WAAF ремонтують і пакують парашути для використання повітряно-десантними військами під час вторгнення в Нормандію, 31 травня 1944 року.